# Karl Filip Linde
Karl Filip Linde, född 13 september 1816 i Skällviks församling, Östergötlands län, död 20 februari 1882 i Gammalkils församling, Östergötlands län, var en svensk präst och kontraktsprost.

## Biografi
Karl Filip Linde föddes 1816 i Skällviks församling. Han var son kyrkoherden Magnus Linde i Björsäters församling. Linde blev 1835 student vid Uppsala universitet och prästvigdes 21 december 1840. Han blev 1850 kyrkoadjunkt i Linköpings församling och 13 augusti 1855 i S:t Anna församling, tillträde 1857. Den 4 augusti 1865 avlade han pastoralexamen. Linde blev 31 augusti 1865 kyrkoherde i Jonsbergs församling, tillträde 1867 och var predikant vid prästmötet 1868. Den 4 maj 1874 blev han kyrkoherde i Gammalkils församling, tillträde 1876. Han blev 12 april 1878 kontraktsprost i Vifolka och Valkebo kontrakt. Linde avled 1882 i Gammalkils församling.
En gravsten över honom finns bevarad på Gammalkils kyrkogård.

### Familj
Linde gifte sig 15 september 1857 med Hedvig Carolina Charlotta Gyllenkrok (1815–1905). Hon var dotter till majoren Johan Göran Gyllenkrok och Hedvig Sofia Leijonhufvud.